# ガブリエラ (小惑星)
ガブリエラ (355 Gabriella) は小惑星帯に位置する小惑星。フランスの天文学者、オーギュスト・シャルロワが発見した。
フランスの天文学者で、カミーユ・フラマリオンの妻になったガブリエル・ルノド・フラマリオン（Gabrielle Renaudot Flammarion、1876年 - 1962年）に因んで命名された。